# Tomáš Winkler
Tomáš Winkler (3. ledna 1940, Lopej – 19. dubna 2021, Bratislava) byl slovenský literární historik, kulturní historik, literární kritik, redaktor.

## Život
V roce 1957–1961 studoval slovenštinu a historii na Vysoké škole pedagogické v Bratislavě. V roce 1961–1965 odborný pracovník Literárního archivu, 1965–1968 vedoucí Knihovny Matice slovenské, 1968–1970 zástupce šéfredaktora Matiční čtení, později pro kritické postoje v roce 1968–1969 ošetřovatel, dělník na stavbách, 1979–1989 redaktor vydavatelství Osveta.
Po roce 1989 se stal vědeckým tajemníkem Matice slovenské, zástupcem šéfredaktora Slovenských pohledů a ředitel Památníka národní kultury. V Matici slovenské působil až do svého důchodu.

## Dílo
Kritiky a recenze začal publikovat od poloviny 60. let, napsal studie o problematice české meziválečné literatury, dvousvazkovou kulturní monografii Matice slovenská v letech 1919–1954 (obě 1971). V době zákazu publikování vydal s Peterem Štrelingerem biografické miniatury slovenských spisovatelů s názvem: Kdo proti osudu, už pod vlastním jménem biografickou monografii o Jozefu Miloslavu Hurbanovi: Perem a mečem.
Knižní esej o Matici slovenské a biografické povídání o posledních chvílích Slovenských spisovatelů. Pro Matici slovenskou napsal nebo sestavil několik účelových publikací.
Byl také autorem scénářů z literární historie a národních dějin pro rozhlas a televizi.
- Život zvonící činem (1988)
- Cesty na popraviště (1988)
- Tragické hledání života (1991)
- Vrůstání do času (1992)
- Čas před nesmrtelností (1998)
- Pro memoria Matice České (2000)
- ... dlouho budeme mrtví (2008)
- Matice slovenská. Vrůstání do času (2013)